# Erysimum duriaei
Erysimum duriaei är en korsblommig växtart som beskrevs av Pierre Edmond Boissier. Erysimum duriaei ingår i släktet kårlar, och familjen korsblommiga växter.

## Underarter
Arten delas in i följande underarter:
- E. d. duriaei
- E. d. gorbeanum
- E. d. pyrenaicum

## Bildgalleri

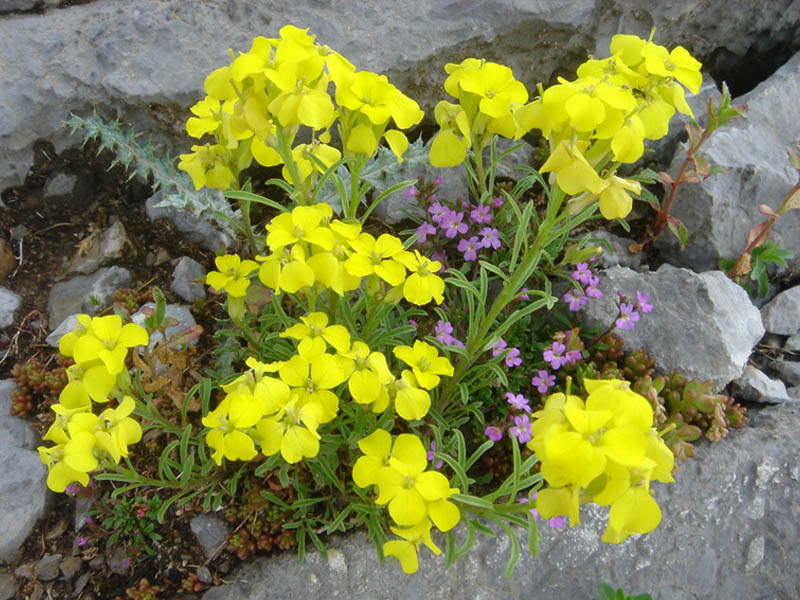
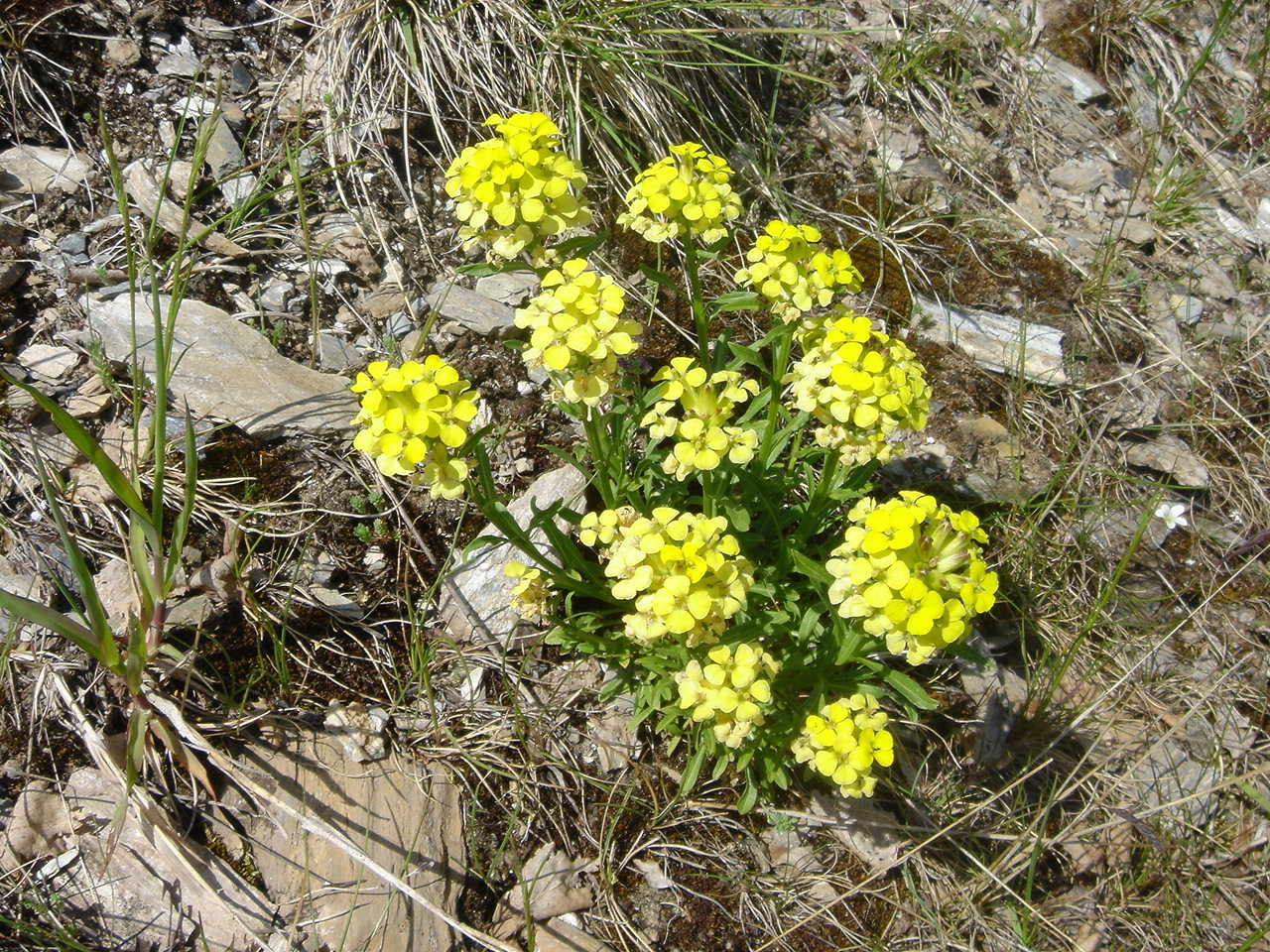
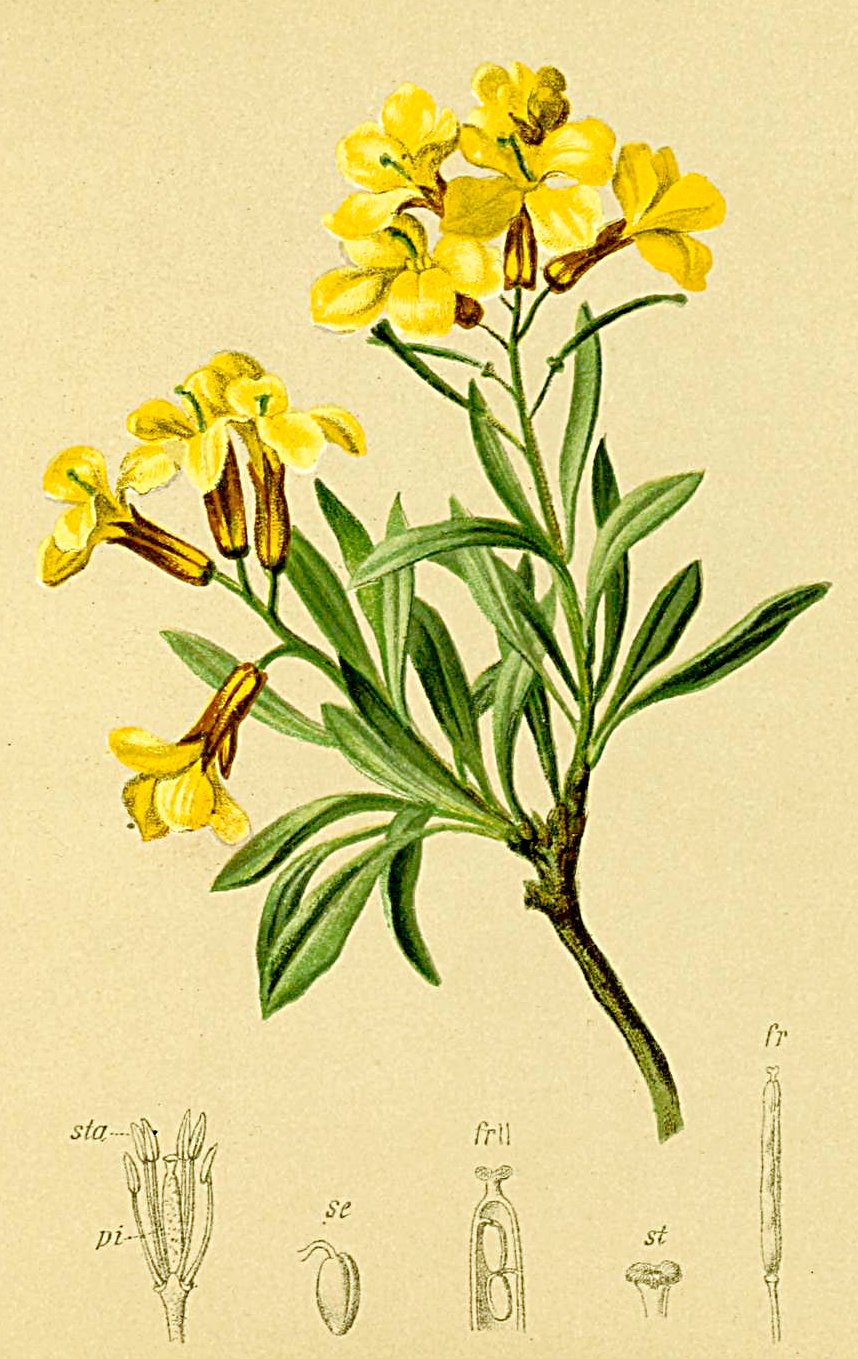